# サバーハ2世・アッ＝サバーハ
サバーハ2世・アッ＝サバーハ（1784年 - 1866年11月）はクウェートの第4代目首長（在位：1859年 - 1866年）でサバーハ家当主。父はジャービル1世・アッ＝サバーハ。子はアブドゥッラー2世、ムハンマド首長、ジャウラッハー、ムバラク大首長。

## 経歴
父の後を継いで首長となる。それ以前の1853年にイギリスがペルシャ湾において自国の通商の安全を確保したことにより、治世中にクウェートは長らく衰退していた貿易と造船が回復することになる。1862年から1863年にアラビアを旅行したイギリスの旅行家であるウィリアム・ポールグレーヴも立ち寄るほど治安は回復。首長位は長男のアブドゥッラーが継承。